# Bågsjön
Bågsjön är en sjö i Ronneby kommun i Blekinge och ingår i Nättrabyån-Ronnebyåns kustområde. Sjön är 6 meter djup, har en yta på 0,08 kvadratkilometer och är belägen 49,2 meter över havet.

## Delavrinningsområde
Bågsjön ingår i det delavrinningsområde (623235-147795) som SMHI kallar för Vid mätstation Wambåsa. Medelhöjden är 50 meter över havet och ytan är 7,23 kvadratkilometer. Det finns inga avrinningsområden uppströms utan avrinningsområdet är högsta punkten. Avrinningsområdets utflöde mynnar i havet. Avrinningsområdet består mestadels av skog (78 procent) och öppen mark (11 procent). Avrinningsområdet har 0,08 kvadratkilometer vattenytor vilket ger det en sjöprocent på 1,1 procent.